# Chloroclystis punicea
Chloroclystis punicea là một loài bướm đêm trong họ Geometridae.